# Bergs distrikt, Jämtland
Bergs distrikt är ett distrikt i Bergs kommun och Jämtlands län. Distriktet ligger omkring Svenstavik i södra Jämtland.

## Tidigare administrativ tillhörighet
Distriktet inrättades 2016 och utgörs av Bergs socken i Bergs kommun.
Området motsvarar den omfattning Bergs församling hade 1999/2000.

## Tätorter och småorter
I Bergs distrikt finns två tätorter och tre småorter.

### Tätorter
- Hoverberg
- Svenstavik

### Småorter
- Fiskalsvägen
- Skucku
- Vigge